# Août 1804

## Événements

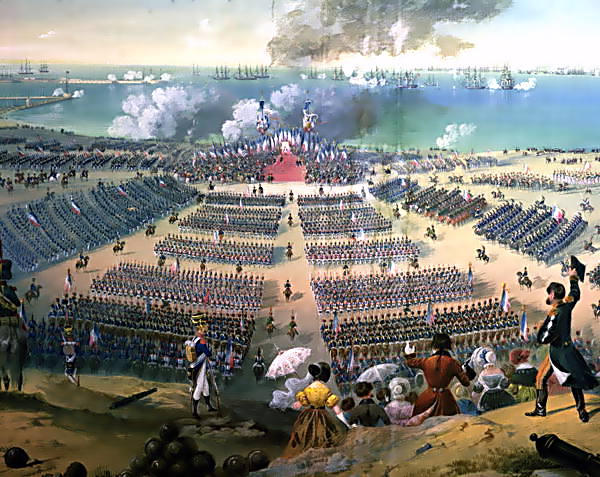
15 août : revue des troupes à Boulogne.

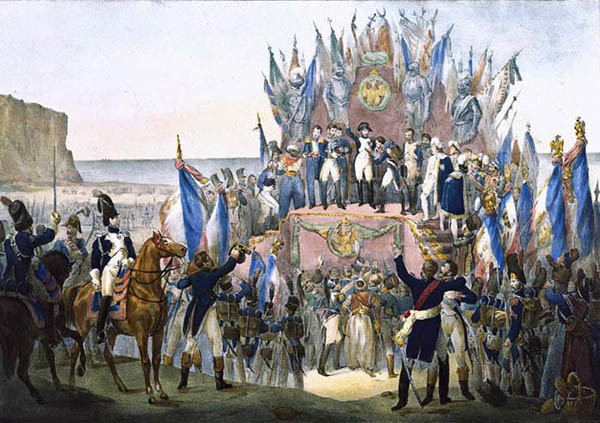
16 août 1804 : Distribution de la Légion d'honneur au camp de Boulogne, lithographie en couleur de Charles Motte (1829) sur un dessin original de Victor-Jean Adam.

- 2 août, France : la flotte anglaise attaque Le Havre de Grâce.
- 11 août : début du règne de François Ier d'Autriche comme empereur héréditaire d'Autriche[1]. Il unifie tous les territoires de la monarchie habsbourgeoise et signe la Patente de 1804.
- 25 août (7 Fructidor an XII), France :  
  - création par un décret du Conseil général des ponts et chaussées;
  - la flotte anglaise attaque Boulogne-sur-Mer.

## Décès
- 8 août : Robert Macfarlan, publiciste écossais (° 1734).
- 22 août : Raymond de Boisgelin, cardinal français (° 27 février 1732).